# آموس ستار كوكي
آموس ستار كوكي (بالإنجليزية: Amos Starr Cooke)‏ هو شخصية أعمال أمريكي، ولد في 1 ديسمبر 1810 في دانبري في الولايات المتحدة، وتوفي في 20 مارس 1871 في هونولولو في الولايات المتحدة.